# Тунгокочен
Тунгокоче́н — село в Тунгокоченском районе Забайкальского края России. Образует сельское поселение «Тунгокоченское».

## География
Находится на левом берегу реки Каренги, в 141 км к северо-северо-востоку от районного центра, села Верх-Усугли.

## История
Основано в 1930-х годах как районный центр. В 1976 году районный центр перенесён в село Верх-Усугли.

## Население
| 1939 | 1959  | 1970  | 1989  | 2002 | 2010 | 2012 |
| ---- | ----- | ----- | ----- | ---- | ---- | ---- |
| 1327 | ↗1369 | ↗1478 | ↘1105 | ↘955 | ↗988 | ↘948 |
| 2013 | 2014  | 2015  | 2016  | 2017 | 2018 | 2019 |
| ↘934 | ↘921  | →921  | ↘898  | ↘891 | ↗903 | ↘888 |
| 2020 | 2021  |       |       |      |      |      |
| ↘857 | ↘678  |       |       |      |      |      |

## Инфраструктура
Средняя школа, детский сад, сельский клуб, библиотека, участковая больница.